# Scaphyglottis gentryi
Scaphyglottis gentryi là một loài thực vật có hoa trong họ Lan. Loài này được Dodson & Monsalve miêu tả khoa học đầu tiên năm 1998.